# Plant Speciation
Plant Speciation (en español, «Especiación de las plantas») es un libro escrito por el botánico estadounidense Verne Grant. La primera edición de la obra es de 1971 y la segunda, ampliada y revisada, data de 1981.
El libro consta de cinco secciones. La primera está dedicada a la naturaleza del concepto de especie en las plantas, la base genética de la especie y los mecanismos de aislamiento reproductivo. La segunda sección explora la naturaleza de la especiación en las plantas, comenzando con los patrones de divergencia y finalizando con el origen de los mecanismos de aislamiento por selección natural, proceso que Grant denomina efecto Wallace. La tercera parte cubre los aspectos relacionados con la hibridación de diferentes especies y sus consecuencias e intoduce varios conceptos acerca del origen de especies a través de hibridación interespecífica. La poliploidía y la apomixis, como sistemas genéticos particulares, se describen en la cuarta parte del libro. En la quinta y última parte se tratan fenómenos evolutivos complejos, que incluyen hibridación, poliploidía y apomixis.